# Heksamilion
Zid Heksamilion (grško starogrško Εξαμίλιον τείχος, ’Examílion teíchos, slovensko  Šestmiljni zid) je bil obrambni zid, zgrajen preko Korintske ožine, da bi branil kopensko pot z grške celine  na polotok Peloponez. 

## Zgodovina

### Prve utrdbe
Heksamilion je zadnji v dolgem nizu poskusov utrditve Korintske ožine. Prvi poskusi so se začeli morda že v mikenski dobi  Ožino je želelo utrditi več antičnih peloponeških mest, da bi lahko obrambo Peloponeza umaknili z zelo oddaljenih Termopil, ki so jih branili med Kserksovim napadom leta 480 pr. n. št. (Herodot. Zgodbe  7.206). Zid je postal ponovno aktualen pred bitko pri Salamini (Herodot 8.40, 49, 56). Želje po gradnji so se kasneje še nekajkrat ponovile, čeprav je bil zid brez premoči na morju skoraj neuporaben.

### Zgodovina
Zid se je zgradil v obdobju od leta 408 do 450 pr. n. št. med vladanjem Teodozija II., natančneje med veliko invazijo barbarov na Rimsko cesarstvo. Neposreden povod za gradnjo je bil ali Alarikov napad na Grčijo leta 396 ali vizigotsko ropanje Rima leta 410. V zidu so bili obrambni stolpi, bastioni na morju in najmanj ena trdnjava. Trdnjava je imela severna in južna vrata. Severna vrata so bila uraden vhod na Peloponez.  Zid je imel jedro iz kršja in malte, obloženo obdelanimi kamni. Koliko časa so ga gradili, ni znano, je pa največja antična zgradba v Grčiji. Zaradi pomanjkanja gradiva so bile porušene vse zgradbe v njegovi okolici. Večina kamna, na primer iz Pozejdonovega templja, se je vgradila v zid, Herino svetišče v Perahori in večina starih kipov iz Korinta pa se je porabila za žganje apna. 
Med vladanjem Justinijana I. je bil zid utrjen z dodatnimi stolpi, tako da je imel 153 stolpov. V 7. stoletju so z zidu umaknili vojaške posadke, v 11. stoletju pa so se začele v zid vgrajevati stanovanjske hiše. Leta 1415 je popravila, ki so trajala več kot 40 dni, osebno nadziral bizantinski cesar Mauel II. Paleolog. Visoki stroški popravil so povzročili nemire med lokalno elito. Zid so leta 1423 in ponovno leta 1431 prebili Osmani pod poveljstvom Turahan Beja. Zid je leta 1444 obnovil morejski despot Konstantin Paleolog, vendar so ga Osmani ponovno prebili leta 1446 in oktobra 1452. Po osmanski osvojitvi Peloponeza leta 1460 so zid opustili. Zid nikoli ni opravil naloge, za katero je bil zgrajen, ali odvrnil sovražnika. 
Ohranjen je del zidu južno od Korintskega prekopa in Pozejdonovo svetišče v Korintski ožini.

## Galerija
- Detajl temelja stolpa, v katerem je vgrajen arhitekturno obdelan kamnit blok
- Del obzidja, obrnjenega proti severozahodu
- Del obzidja z vidnim jedrom iz kršja
- Del obzidja z vidnim jedrom iz kršja in kamnito obzidavo
- Karta Korintske ožine